# Escândalo da Enron

Logo da Enron

O escândalo Enron foi um escândalo contábil envolvendo a Enron Corporation, uma empresa norte-americana de energia com sede em Houston, Texas. Ao ser divulgada em outubro de 2001, a empresa declarou falência e seu escritório de contabilidade, de Arthur Andersen – então uma das cinco maiores parcerias (auditoria e contabilidade) do mundo – foi dissolvido. Além de ser a maior recuperação judicial da história dos Estados Unidos naquele tempo, a Enron foi citada como o maior fracasso em auditoria da história.
A Enron foi formada em 1985 por Kenneth Lay após a fusão da Houston Natural Gas e da InterNorth . Anos depois, quando Jeffrey Skilling foi contratado, Lay desenvolveu uma equipe de executivos que - pelo uso de brechas contábeis, pelo uso irregular da contabilidade de marcação a mercado, entidades de propósito específico e relatórios financeiros deficientes - conseguiram  esconder bilhões de dólares em lucros, em dívidas de negócios e em projetos fracassados. O diretor financeiro, Andrew Fastow, e outros executivos enganaram o conselho de administração e o comitê de auditoria da Enron sobre práticas contábeis de alto risco e pressionaram a Arthur Andersen a ignorar as questões.
Os acionistas entraram com uma ação judicial de US$ 40 bilhões depois que o preço das ações da empresa, que atingiu um máximo de US$ 90,75 por ação em meados de 2000, despencou para menos de US$ 1 no final de novembro de 2001.  A Comissão de Valores Mobiliários iniciou uma investigação, e o concorrente rival de Houston, Dynegy, ofereceu-se para comprar a empresa por um preço muito baixo. O negócio fracassou e, em 2 de dezembro de 2001, a Enron entrou com pedido de falência nos termos do Capítulo 11 do Código de Falências dos Estados Unidos. Os 63,4 mil milhões de dólares em activos da Enron tornaram-na na maior falência empresarial da história dos Estados Unidos até ao escândalo da WorldCom no ano seguinte. 
Muitos executivos da Enron foram indiciados por diversas acusações e alguns foram posteriormente condenados à prisão, incluindo Lay e Skilling. A Arthur Andersen foi considerada culpada de destruir ilegalmente documentos relevantes para a investigação da Comissão de Valores Mobiliários, que anulou a sua licença para auditar empresas públicas e efetivamente fechou a empresa. No momento em que a decisão foi anulada no Supremo Tribunal dos Estados Unidos a Arthur Andersen tinha perdido a maioria dos seus clientes e tinha parado de operar. Os empregados e accionistas da Enron receberam retornos limitados em processos judiciais, apesar de terem perdido milhares de milhões em pensões e preços de acções.
Como consequência do escândalo, foram promulgadas novas regulamentações e legislação para expandir a precisão dos relatórios financeiros das empresas públicas. Uma nova lei, a Lei Sarbanes-Oxley, aumentou as penas para destruição, alteração ou fabricação de registros em investigações federais ou para tentativa de fraudar acionistas. A lei também aumentou a responsabilidade das empresas de auditoria para permanecerem imparciais e independentes dos seus clientes.

## Ascensão da Enron
Em 1985, Kenneth Lay fundiu as empresas de gasodutos de gás natural Houston Natural Gas e InterNorth para formar a Enron.  No início da década de 1990, ele ajudou a iniciar a venda de eletricidade a preços de mercado e, logo depois, o Congresso aprovou legislação que desregulamentava a venda de gás natural. Os mercados resultantes permitiram que comerciantes como a Enron vendessem energia a preços mais elevados, aumentando assim significativamente as suas receitas.  Depois que produtores e governos locais lamentaram a volatilidade de preços resultantee pediu uma maior regulamentação, um forte lobby por parte da Enron e de outros impediu tal regulamentação.  Como a Enron se tornou a maior vendedora de gás natural na América do Norte em 1992, a sua negociação de contratos de gás rendeu 122 milhões de dólares (antes de juros e impostos), o segundo maior contribuinte para o lucro líquido da empresa. A criação do site de negociação EnronOnline em novembro de 1999 permitiu à empresa gerenciar melhor seus negócios de negociação de contratos.
Numa tentativa de alcançar um maior crescimento, a Enron prosseguiu uma estratégia de diversificação. A empresa possuía e operava uma variedade de ativos, incluindo gasodutos, usinas de eletricidade, fábricas de papel, usinas de água e serviços de banda larga em todo o mundo. A Enron também obteve receitas adicionais através da negociação de contratos para o mesmo conjunto de produtos e serviços com os quais estava envolvida. Isto incluiu a criação de usinas de geração de energia em países em desenvolvimento e mercados emergentes, incluindo as Filipinas (Subic Bay), Indonésia e Índia (Dabhol).
As ações da Enron aumentaram 311% desde o início da década de 1990 até ao final do ano de 1998, apenas modestamente acima da taxa média de crescimento do índice Standard & Poor 500.  No entanto, as ações aumentaram 56% em 1999 e mais 87% em 2000, em comparação com um aumento de 20% e uma diminuição de 10% do índice durante os mesmos anos. Em 31 de dezembro de 2000, as ações da Enron estavam cotadas a US$ 83,13 e sua capitalização de mercado ultrapassava US$ 60 bilhões, 70 vezes os lucros e seis vezes o valor contábil , uma indicação das altas expectativas do mercado de ações sobre suas perspectivas futuras. Além disso, a Enron foi classificada como a grande empresa mais inovadora da América na pesquisa das Empresas Mais Admiradas da Fortune.

## Causas da falência
As complexas demonstrações financeiras da Enron confundiam acionistas e analistas.  Além disso, seu modelo de negócios complexo e práticas antiéticas exigiam que a empresa usasse limitações contábeis para deturpar os lucros e modificar o balanço patrimonial para indicar um desempenho favorável. Além disso, alguns empreendimentos comerciais especulativos revelaram-se desastrosos. A combinação dessas questões resultou mais tarde na falência da Enron, e a maioria delas foi perpetuada pelo conhecimento indireto ou ações diretas de Lay, Jeffrey Skilling, Andrew Fastow e outros executivos como Rebecca Mark. Lay atuou como presidente da Enron nos últimos anos e aprovou as ações de Skilling e Fastow, embora nem sempre perguntasse sobre os detalhes. Skilling constantemente focado em atender às expectativas de Wall Street, defendeu o uso da contabilidade de marcação a mercado (contabilidade baseada no valor de mercado, então inflacionado) e pressionou os executivos da Enron a encontrar novas formas de esconder a sua dívida. Fastow e outros executivos "criaram veículos fora do balanço, estruturas de financiamento complexas e negócios tão desconcertantes que poucas pessoas conseguiam entendê-los".

### Receita
A Enron obteve lucros ao oferecer serviços como comércio atacadista e gerenciamento de risco, além de construir e manter usinas de energia elétrica, gasodutos de gás natural e instalações de armazenamento e processamento. Ao lidar com riscos de compra e venda de produtos, os comerciantes registravam o preço de venda como receita e os custos dos produtos como custo dos produtos vendidos. Em contraste, um "agente" prestava serviços ao cliente, mas não assumia os mesmos riscos que os comerciantes. Prestadores de serviços classificados como agentes reportavam taxas de negociação e corretagem como receitas, porém não pelo valor total da transação. 
Apesar de empresas como Goldman Sachs e Merrill Lynch seguirem o "modelo de agente" para relatar receitas (onde apenas as taxas de negociação ou corretagem eram consideradas receitas), a Enron optou por registrar o valor total de suas transações como receita. Esse "modelo de comerciante" foi considerado mais agressivo na contabilidade do que o modelo de agente. O método da Enron de inflar as receitas comerciais foi adotado por outras empresas do setor energético para competir com o aumento de suas receitas. Isso contribuiu para a Enron e outras empresas, como Duke Energy e Reliant Energy, figurarem entre as 50 maiores da Fortune 500 em termos de receita. 
Entre 1996 e 2000, as receitas da Enron aumentaram mais de 750%, chegando a 100,7 bilhões de dólares em 2000. Essa expansão excepcional contrastava com o crescimento tradicionalmente modesto da indústria, tornando-se uma das maiores empresas. A Enron adotou práticas contábeis questionáveis para inflar seus lucros, incluindo a marcação a mercado e o uso de entidades de propósito especial. 

### Contabilidade
No setor de gás natural, a contabilidade da Enron era simples: os custos de suprimento de gás e as receitas eram registrados a cada período. Com a entrada de Skilling, a Enron adotou a contabilidade de marcação a mercado, que estimava a receita com base no valor presente do fluxo de caixa futuro líquido. Essa mudança permitiu que a empresa registrasse ganhos financeiros mesmo sem ter recebido dinheiro efetivamente. Embora aprovada pela comissão de valores mobiliários, essa prática contribuiu para a falsificação de relatórios financeiros. 

### Entidades de Propósito Especial
A Enron utilizou entidades de propósito especial (SPVs) para esconder dívidas e inflar seu capital. Essas entidades eram criadas para cumprir propósitos temporários e financiar ou gerenciar riscos associados a ativos específicos. A empresa utilizou várias regras para determinar se uma SPV era independente do patrocinador. A Enron utilizou centenas dessas entidades para mascarar sua dívida total. Usando esquemas Tobashi, a Enron subestimou passivos, superestimou capital próprio e exagerou seus lucros. 

### JEDI e Chewco
A Enron estabeleceu a Joint Energy Development Investments (JEDI) em parceria com o fundo de pensão CalPERS. Posteriormente, criou a Chewco Investments para adquirir a participação da CalPERS na JEDI. Essa prática visava esconder dívidas e evitar a consolidação no balanço da Enron. Quando o acordo veio à tona, a Enron precisou ajustar seus lucros e dívidas, causando impacto em suas demonstrações financeiras. 

### Whitewing
Whitewing foi uma entidade de propósito especial usada pela Enron para adquirir ativos. A empresa usou-a para comprar ativos próprios, mas a contabilização não foi feita como empréstimos, mascarando a dívida. As transações, apesar de aprovadas pelo conselho, foram tratadas de forma inadequada, gerando problemas financeiros. 

### LJM e Raptors
Fastow criou as parcerias LJM1 e LJM2 para adquirir ações com baixo desempenho e melhorar as demonstrações financeiras da Enron. Essas parcerias foram financiadas por investidores externos, e os derivativos que a Enron vendeu para elas acabaram perdendo valor. A contabilização dos instrumentos de dívida como ativos resultou em problemas financeiros significativos quando os contratos perderam valor, afetando o balanço da Enron. 

### Governança Corporativa
Apesar das aparências, a Enron ostentava um conselho de administração modelo, composto em grande parte por membros externos com investimentos significativos em ações e um comitê de auditoria de destaque. Inclusive, o CEO incluiu a Enron entre os cinco melhores conselhos corporativos em sua análise de 2000. Entretanto, apesar da complexa estrutura de governança corporativa e sua rede de intermediários, a Enron conseguiu atrair grandes quantidades de capital para sustentar um modelo de negócio questionável, dissimulou seu desempenho real por meio de práticas contábeis e financeiras complexas e inflou seu valor de mercado a níveis insustentáveis. 

### Remuneração Executiva
O sistema de remuneração e avaliação de desempenho da Enron, embora concebido para reter e recompensar funcionários de alto valor, contribuiu para uma cultura corporativa disfuncional que priorizava ganhos de curto prazo para maximizar bônus. Os funcionários frequentemente buscavam iniciar novos negócios, muitas vezes negligenciando a qualidade dos fluxos de caixa ou lucros, para obter avaliações de desempenho mais elevadas. A contabilização rápida dos resultados também era uma prática comum para acompanhar o valor das ações da empresa. Isso garantia generosos bônus em dinheiro e opções de ações para executivos e negociadores. A ênfase na valorização das ações era constante, e a administração era amplamente remunerada por meio de opções de ações, semelhante a outras empresas americanas. 

### Gerenciamento de Risco
Antes de seu colapso, a Enron recebeu elogios por suas avançadas ferramentas de gerenciamento de risco financeiro. A gestão de riscos era crucial devido tanto ao ambiente regulatório quanto ao plano de negócios da Enron. A empresa estabeleceu compromissos de longo prazo que necessitavam de proteção contra as flutuações inevitáveis nos preços futuros da energia. No entanto, o uso imprudente de derivativos e entidades de propósito específico contribuiu para a queda da Enron. Ao reter os riscos ligados às transações por meio de entidades controladas, a Enron, na verdade, fez hedge contra si mesma. 

### Auditoria Financeira
A empresa de contabilidade Arthur Andersen, responsável pela auditoria da Enron, foi acusada de adotar padrões questionáveis de auditoria devido a conflitos de interesse decorrentes dos significativos honorários de consultoria gerados pela Enron. A auditoria da Andersen foi questionada por ser realizada principalmente para obter seus honorários anuais ou por falta de expertise na revisão adequada das práticas contábeis da Enron. A Enron empregava diversos Contadores Públicos Certificados e contadores envolvidos no desenvolvimento de regras contábeis, explorando brechas nos Princípios Contábeis Geralmente Aceitos para economizar dinheiro. A Andersen foi pressionada pela Enron para atrasar o reconhecimento de encargos relacionados a entidades de propósito específico, o que acabou comprometendo sua integridade. 

### Comitê de Auditoria
O comitê de auditoria da Enron, embora composto por membros experientes, não conseguiu questionar adequadamente os auditores sobre as práticas contábeis ligadas às entidades de propósito específico da empresa. Reuniões breves e uma falta de conhecimento técnico deixaram o comitê incapaz de monitorar devidamente as operações contábeis da empresa. A subcomissão do Senado considerou que um entendimento mais profundo dos derivativos teria permitido ao comitê impedir seu uso excessivo. Suspeitas de conflitos de interesse pairaram sobre o comitê após o escândalo da Enron vir à tona. 

### Análises Éticas e Políticas
A queda da Enron foi atribuída a diversas causas éticas e político-econômicas. Explicações éticas focam na ganância e arrogância dos executivos, falta de responsabilidade social corporativa, ética situacional e pragmatismo empresarial. Explicações político-econômicas apontam para a desregulamentação pós-1970 e supervisão regulatória inadequada devido a financiamento insuficiente. Análises libertárias argumentam que o colapso da Enron foi causado pela dependência da empresa em lobby político e busca de vantagens regulatórias. 

### Outras Questões Contábeis
A Enron adotou uma prática de contabilizar os custos de projetos cancelados como ativos, baseando-se na ausência de uma comunicação oficial de cancelamento. Essa técnica, conhecida como "bola de neve", originalmente estava restrita a projetos de valor inferior a US$ 90 milhões, mas depois foi ampliada para projetos de até US$ 200 milhões. Esse método era controverso e servia para inflar os ativos da empresa de maneira enganosa. Em 1998, quando analistas visitaram o escritório da Enron Energy Services, ficaram impressionados com a aparente dedicação dos funcionários. No entanto, na realidade, os funcionários de outros departamentos foram deslocados para o escritório para criar uma imagem de maior atividade. Esse artifício foi repetidamente usado para iludir os analistas sobre o desempenho de várias áreas da Enron, visando melhorar o preço das ações. 

### Empreendimentos Comerciais Especulativos
A divisão Azurix da Enron, que planejava uma Oferta Pública Inicial (IPO), originalmente havia planejado ofertar entre US$ 321 milhões e US$ 353 milhões pelos direitos de operação de sistemas de água nos arredores de Buenos Aires. No entanto, conforme a pressão para superar concorrentes e garantir o negócio se intensificou antes da IPO, os executivos da Azurix aumentaram sua oferta para US$ 438,6 milhões, cerca do dobro da oferta mais próxima. No entanto, ao chegar às instalações na Argentina, os executivos encontraram uma situação ruim, com registros de clientes destruídos e infraestrutura em estado deplorável. Esse episódio ilustra a natureza especulativa de algumas empreitadas da Enron e como as decisões tomadas em busca de vantagens competitivas podiam resultar em consequências negativas. 

### LInha do tempo
Em setembro de 2000, um repórter do escritório do The Wall Street Journal em Dallas escreveu sobre como a contabilidade de marcação a mercado tinha se tornado comum na indústria de energia. Ele notou que pessoas de fora não sabiam quais eram as suposições por trás dos ganhos de empresas que usavam esse método. Embora o artigo tenha sido publicado apenas no Texas Journal, a edição regional do Journal, o vendedor a descoberto Jim Chanos leu o artigo e decidiu conferir pessoalmente o relatório 10-K da Enron. Chanos achou estranho que a unidade de banda larga da Enron estava se destacando em relação a uma indústria de banda larga problemática na época. Ele também percebeu que a Enron estava gastando muito do seu capital investido e ficou alarmado com a grande quantidade de ações sendo vendidas por insiders. Em novembro de 2000, ele decidiu fazer uma venda a descoberto das ações da Enron. 
Em fevereiro de 2001, o Diretor de Contabilidade Rick Causey disse aos gerentes de orçamento: "Do ponto de vista contábil, este será o nosso ano mais fácil. Já temos 2001 garantido." Em março de 2001, um artigo na revista Fortune escrito por Bethany McLean questionou como a Enron conseguia manter um alto valor de suas ações, que estavam sendo negociadas a 55 vezes o lucro. McLean ficou interessada na situação financeira da empresa após Chanos sugerir que ela visse o relatório 10-K da empresa. Ela encontrou "transações estranhas", "fluxo de caixa errático" e "dívidas enormes". A dívida foi o maior alerta para McLean, que se questionou como uma empresa supostamente lucrativa estava "acumulando dívida tão rapidamente". Mais tarde, ela falou com pessoas do meio financeiro que também estavam duvidando da Enron.
McLean telefonou para Skilling para discutir suas descobertas antes de publicar o artigo, mas ele a chamou de "antiética" por não pesquisar corretamente a empresa. Fastow alegou que a Enron não podia revelar detalhes dos ganhos, já que a empresa tinha mais de 1.200 registros de negociação para várias commodities. Em uma conferência em abril de 2001, Skilling atacou verbalmente o analista de Wall Street Richard Grubman, que questionou as práticas contábeis da Enron. Isso gerou uma piada interna entre os funcionários da Enron, mas foi recebido com choque pelo público e pela imprensa. 
No final dos anos 1990, as ações da Enron eram negociadas entre $80 e $90 por ação, e poucos se preocupavam com a opacidade das divulgações financeiras da empresa. Em julho de 2001, a Enron relatou receitas de $50.1 bilhões, quase triplicando o ano anterior, mas a margem de lucro da Enron continuou modesta, em torno de 2.1%. Com o tempo, surgiram preocupações sérias, incluindo desafios operacionais e críticas à empresa por seu papel na crise de energia na Califórnia em 2000-2001.  Em 14 de agosto, Skilling anunciou sua renúncia como CEO após apenas seis meses, citando motivos pessoais. Observadores notaram que nos meses anteriores à sua saída, Skilling vendeu no mínimo 450.000 ações da Enron no valor de cerca de $33 milhões (embora ainda possuísse mais de um milhão de ações na data de sua partida). No entanto, Lay, que era o presidente da Enron, assegurou aos surpresos observadores do mercado que não haveria "mudanças no desempenho ou perspectivas da empresa daqui para frente" com a saída de Skilling. Lay anunciou que reassumiria o cargo de CEO. 
Em 15 de agosto, Sherron Watkins, vice-presidente de desenvolvimento corporativo, enviou uma carta anônima a Lay, alertando-o sobre as práticas contábeis da empresa. Uma frase na carta dizia: "Estou incrivelmente nervosa de que vamos implodir em uma onda de escândalos contábeis." Watkins procurou um amigo que trabalhava na Arthur Andersen, e ele preparou um memorando para os parceiros de auditoria sobre os pontos que ela levantou. Em 22 de agosto, Watkins se encontrou individualmente com Lay e deu a ele uma carta de seis páginas explicando mais detalhadamente as questões contábeis da Enron. Lay questionou se ela havia contado a alguém fora da empresa e prometeu que o escritório de advocacia da empresa, Vinson & Elkins, revisaria as questões, apesar de Watkins argumentar que isso apresentaria um conflito de interesses. Lay consultou outros executivos, e embora eles quisessem dispensar Watkins (pois a lei do Texas não protegia os denunciantes da empresa), decidiram contra isso para evitar um processo judicial. Em 15 de outubro, Vinson & Elkins anunciou que a Enron não havia feito nada errado em suas práticas contábeis, já que a Andersen havia aprovado cada questão. 

### Queda na confiança dos investidores
No final de agosto de 2001, com o valor das ações da Enron em queda, Lay escolheu Greg Whalley, presidente e COO da Enron Wholesale Services, para suceder Skilling como presidente e COO da empresa. Mark Frevert também foi nomeado vice-presidente e ambos assumiram cargos no gabinete do presidente. A complexidade dos negócios da Enron tornava difícil descrevê-la adequadamente nas demonstrações financeiras, o que preocupava os investidores. Lay admitiu que o negócio era complexo devido a estratégias fiscais e cobertura de posições. Após os ataques de 11 de setembro, a atenção da mídia mudou e a Enron anunciou a intenção de vender ativos de margens mais baixas para focar em seu comércio principal de gás e eletricidade. Isso incluía a venda da Portland General Electric e possivelmente a participação no projeto Dabhol, na Índia. 
Em outubro de 2001, a Enron anunciou reformulações em suas demonstrações financeiras de 1997 a 2000 para corrigir violações contábeis. As reformulações reduziram os lucros, aumentaram os passivos e reduziram o patrimônio líquido. A empresa alegou perdas principalmente devido a investimentos e reestruturação de sua unidade de banda larga. O CFO Fastow revelou ganhos pessoais de acordos relacionados a sociedades limitadas. Após a saída de Skilling e Fastow, as ações da Enron continuaram a cair. A crise de caixa obrigou a recompra de títulos comerciais e a Enron enfrentou dificuldades financeiras. Os analistas suspeitavam de manipulação contábil pela Enron, mas informações incompletas tornavam a análise difícil. A situação preocupava a indústria e alguns viam a Enron como uma potencial ameaça semelhante à Long-Term Capital Management. A empresa respondia apenas a perguntas por escrito. 

### Reformulação de demonstrações e investigação da Comissão de Valores Mobiliários (SEC)
Em outubro de 2001, a Enron anunciou correções em suas demonstrações financeiras de 1997 a 2000 devido a erros contábeis. Essas mudanças reduziram os lucros em US$ 613 milhões (23% dos lucros relatados), aumentaram os passivos em US$ 628 milhões no final de 2000 (6% dos passivos relatados) e diminuíram o patrimônio líquido em US$ 1,2 bilhão (10% do patrimônio relatado). Além disso, em janeiro, Jeff Skilling disse que a unidade de banda larga valia US$ 35 bilhões, mas isso era questionado. A equipe de gestão da Enron culpou perdas por investimentos ruins e gastos de US$ 180 milhões na reestruturação da unidade de banda larga. Alguns analistas, como David Fleischer do Goldman Sachs, expressaram preocupações sobre a credibilidade da empresa. 
Fastow informou que ganhou US$ 30 milhões gerenciando empresas da LJM. O preço das ações da Enron caiu para US$ 20,65 devido a uma investigação da SEC sobre transações suspeitas. As divulgações da Enron para explicar as transações foram confusas. A SEC estava investigando a situação, e o CEO Lay disse que cooperariam. Fastow foi removido como CFO, McMahon assumiu e enfrentou uma crise de liquidez. A Enron não conseguiu vender títulos, então começou a recomprá-los usando linhas de crédito. A possível manipulação contábil pela Enron preocupava observadores e havia receios de uma falência semelhante à da Long-Term Capital Management. Executivos da Enron só respondiam a perguntas por escrito. 

### Rebaixamento da classificação de crédito
No final de outubro de 2001, a Enron enfrentou a ameaça imediata de um rebaixamento de sua classificação de crédito. As agências Moody's e Fitch estavam considerando diminuir a classificação da empresa, o que obrigaria a Enron a emitir ações para cobrir empréstimos, resultando em uma depreciação adicional das ações existentes. Além disso, empresas com contratos com a Enron começaram a revisar esses acordos, especialmente os de longo prazo, caso a classificação da Enron caísse abaixo do grau de investimento, afetando assim futuras transações. Observadores e analistas expressaram preocupações contínuas sobre a dificuldade em compreender adequadamente a Enron, devido à falta de clareza em suas demonstrações financeiras. A complexidade das transações ao longo do tempo levantou dúvidas sobre se alguém além de Skilling e Fastow realmente entendia os negócios da Enron. 
Em 29 de outubro, surgiram notícias de que a Enron estava buscando de US$ 1 a 2 bilhões adicionais em financiamento bancário, devido a crescentes preocupações com sua liquidez. No dia seguinte, como previsto, a Moody's rebaixou a classificação de crédito da Enron de Baa1 para Baa2, apenas dois degraus acima do "junk status". A Standard & Poor's manteve sua classificação BBB+, equivalente ao Baa1 da Moody's. A Moody's também sinalizou a possibilidade de reduzir a classificação do papel comercial da Enron, o que dificultaria a obtenção de financiamento necessário para manter a solvência. 
Em novembro, a SEC anunciou uma investigação formal sobre as transações da Enron com "partes relacionadas". O conselho da Enron criou um comitê especial, liderado por William C. Powers, para investigar essas transações. O New York Times pediu uma investigação abrangente. Em 2 de novembro, a Enron conseguiu um financiamento adicional de US$ 1 bilhão da Dynegy, mas isso gerou cautela, pois a dívida foi garantida por ativos valiosos da empresa, como o Northern Natural Gas e o Transwestern Pipeline. 

### Aquisição proposta pela Dynegy
No final de outubro de 2001, a Enron enfrentava uma crise financeira, com ameaças ao seu grau de investimento e necessidade de financiamento. Após ser rejeitada por várias empresas, a Dynegy se mostrou interessada em adquirir a Enron. O conselho da Dynegy votou pela aquisição por cerca de US$ 8 bilhões em ações, com apoio da Chevron Texaco. A Dynegy também assumiria dívidas ocultas da Enron, somando quase US$ 13 bilhões. O acordo foi confirmado em 8 de novembro de 2001. A Enron estava numa situação frágil, dependendo do acordo para sobreviver. O acordo alterou a estrutura da empresa resultante da fusão, com a Dynegy predominando. A Enron receberia 40% da Dynegy e três assentos no conselho. A Dynegy injetaria US$ 1,5 bilhão para manter a Enron operando até o fechamento do negócio. As questões de crédito persistiam, com a Enron buscando aprovação das agências de classificação de crédito. A Moody's e a S&P reduziram a classificação da Enron pouco acima do status de lixo. A aquisição dependia disso, pois uma classificação mais baixa limitaria a capacidade de negociação da Enron. 
O acordo enfrentou críticas devido a diferenças culturais entre as empresas e à incerteza sobre a saúde financeira da Enron. Em meio a preocupações sobre liquidez, a Enron planejava vender ativos de baixo desempenho. Em novembro, a empresa revelou obrigações de dívida significativas, superando seus recursos. Wall Street expressou dúvidas sobre o acordo, e revelações de gastos excessivos abalaram a confiança na Enron e na Dynegy. A SEC apresentou acusações de fraude contra a Andersen, enquanto a Enron e a Dynegy renegociavam termos do acordo. A Dynegy reduziu a oferta de compra para US$ 4 bilhões. A Enron continuou a enfrentar dificuldades financeiras e mudanças nos negócios em prol da redução de riscos. 

### Falência
Em 28 de novembro de 2001, a Enron enfrentou duas situações críticas: todas as agências de classificação de crédito rebaixaram sua classificação para o status de lixo, e a Dynegy cancelou o acordo de fusão. A Dynegy estava preocupada com a liquidez da Enron e a queda nos negócios, levando à ruptura do acordo. O preço das ações da Enron caiu para US$ 0,61. Isso teve um impacto sistêmico, afetando credores e empresas de energia, e levantou preocupações sobre a exposição total ao colapso da Enron. Houve especulações imediatas sobre a falência da Enron, com passivos estimados em cerca de US$ 23 bilhões, incluindo dívidas pendentes e empréstimos garantidos. Grandes ativos foram penhorados para garantir empréstimos, levantando questões sobre compensação para credores não garantidos e acionistas. O novo tesoureiro corporativo, Ray Bowen, percebeu a iminência da falência assim que a Dynegy cancelou o acordo. 
Em 30 de novembro de 2001, a Enron Europe pediu falência, e em 1º de dezembro, o restante da Enron fez o mesmo, tornando-se a maior falência da história dos EUA na época. A falência resultou na perda de 4.000 empregos. No pedido de falência, funcionários tiveram pouco tempo para deixar o prédio, e muitos planos de poupança dos funcionários, que dependiam das ações da Enron, perderam quase todo o valor.  

## Julgamentos

### Enron
Após o escândalo da Enron, vários indivíduos foram julgados e condenados por crimes financeiros. Andrew Fastow e sua esposa se declararam culpados e foram condenados a penas de prisão, com Fastow testemunhando contra outros réus. O julgamento de Kenneth Lay e Jeffrey Skilling começou em janeiro de 2006, abrangendo várias acusações, incluindo fraude bancária, fraude de valores mobiliários e abuso de informação privilegiada. Skilling foi condenado por algumas acusações, cumprindo inicialmente 24 anos e 4 meses de prisão, posteriormente reduzidos por acordo. Lay também foi condenado, mas faleceu antes da sentença. Vários outros executivos da Enron se declararam culpados e testemunharam contra Lay e Skilling. No total, dezesseis pessoas se declararam culpadas, enquanto outras foram consideradas culpadas em conexão com o escândalo da Enron. Michael W. Krautz foi um dos acusados que foram absolvidos das acusações relacionadas ao caso. 

### Arthur Andersen
Arthur Andersen foi acusado e considerado culpado de obstrução da justiça por destruir milhares de documentos e excluir e-mails e arquivos da empresa que vinculavam a empresa à auditoria da Enron.  Embora apenas um pequeno número de funcionários da Arthur Andersen estivesse envolvido no escândalo, a empresa foi efetivamente encerrada; a SEC não está autorizada a aceitar auditorias de criminosos condenados. A empresa renunciou à sua licença CPA em 31 de agosto de 2002 e 85.000 funcionários perderam o emprego.  A condenação foi posteriormente anulada pela Suprema Corte dos EUA devido ao júri não ter sido devidamente instruído sobre a acusação contra Andersen. A decisão da Suprema Corte teoricamente deixou a Andersen livre para retomar as operações. Contudo, os danos causados ao nome Andersen foram tão grandes que este não voltou a ser um negócio viável, mesmo numa escala limitada. 

### NatWest Three
Giles Darby, David Bermingham e Gary Mulgrew trabalharam para Greenwich NatWest. Os três britânicos trabalharam com Fastow em uma entidade de propósito especial que ele fundou, chamada Swap Sub. Quando Fastow estava sendo investigado pela SEC, os três homens se reuniram com a Autoridade Britânica de Serviços Financeiros (FSA) em novembro de 2001 para discutir suas interações com Fastow.  Em junho de 2002, os EUA emitiram mandados de prisão contra sete acusações de fraude eletrônica, e eles foram então extraditados. Em 12 de julho, uma potencial testemunha da Enron prevista para ser extraditada para os EUA, Neil Coulbeck , foi encontrada morta num parque no nordeste de Londres.  A morte de Coulbeck acabou sendo considerada suicídio. O caso dos EUA alegou que Coulbeck e outros conspiraram com Fastow. Em um acordo judicial em novembro de 2007, o trio se declarou culpado de uma acusação de fraude eletrônica, enquanto as outras seis acusações foram rejeitadas. Darby, Bermingham e Mulgrew foram condenados cada um a 37 meses de prisão. Em agosto de 2010, Bermingham e Mulgrew retiraram suas confissões. 

## Consequências

### Funcionários e acionistas
Após a falência da Enron, a situação financeira dos funcionários e acionistas foi prejudicada. Enquanto alguns funcionários receberam grandes bônus nos últimos dias da empresa, os acionistas sofreram perdas significativas, totalizando US$ 74 bilhões nos quatro anos anteriores à falência, com parte desse valor atribuído à fraude. A Enron tinha dívidas de quase US$ 67 bilhões para com seus credores. Os funcionários e acionistas receberam assistência limitada, principalmente através de indenizações da Enron. Uma ação coletiva representando cerca de 20.000 funcionários da Enron resultou em um acordo de julho de 2005 no valor de US$ 356 milhões contra a Enron e o gerente do plano 401 mil dólares, o Northern Trust. No entanto, esse acordo foi posteriormente reduzido para US$ 37,5 milhões em um acordo judicial posterior. 
Ex-funcionários da Enron também obtiveram compensações em processos legais separados. Em maio de 2004, mais de 20.000 ex-funcionários ganharam um processo de $85 milhões por perdas em suas pensões no valor de $2 bilhões. Outro acordo no valor de $4,2 bilhões foi alcançado em nome dos investidores em 2005. Em setembro de 2008, um acordo de $7,2 bilhões foi alcançado em uma ação judicial de $40 bilhões movida por acionistas. Esse acordo foi distribuído entre o demandante principal, a Universidade da Califórnia, e outros indivíduos e grupos. O escritório de advocacia responsável pela ação recebeu honorários substanciais. A distribuição desses acordos visava compensar os danos causados aos funcionários e acionistas da Enron.  

### Lei Sarbanes-Oxley
Entre dezembro de 2001 e abril de 2002, a Comissão de Assuntos Bancários, Habitacionais e Urbanos do Senado e a Comissão de Serviços Financeiros da Câmara realizaram várias audiências sobre o escândalo da Enron e questões relacionadas de contabilidade e proteção ao investidor. Essas audiências e os escândalos corporativos que se seguiram à Enron levaram à aprovação da Lei Sarbanes-Oxley em 30 de julho de 2002.  A lei é quase "uma imagem espelhada da Enron: as falhas percebidas na governança corporativa da empresa são correspondidas virtualmente ponto a ponto ponto nas principais disposições da Lei." 
As principais disposições da Lei Sarbanes-Oxley incluíram o estabelecimento do Conselho de Supervisão de Contabilidade de Empresas Públicas para desenvolver padrões para a preparação de relatórios de auditoria; a restrição das empresas de contabilidade pública de prestar quaisquer serviços não relacionados à auditoria durante a auditoria; disposições relativas à independência dos membros do comitê de auditoria, exigência de aprovação dos relatórios financeiros pelos executivos e renúncia a determinados bônus dos executivos em caso de demonstrações financeiras; e divulgação financeira expandida dos relacionamentos das empresas com entidades não consolidadas.  Em 13 de fevereiro de 2002, devido aos casos de ilícitas corporativas e violações contábeis, a SEC recomendou alterações nos regulamentos das bolsas de valores. Em junho de 2002, a Bolsa de Valores de Nova York anunciou uma nova proposta de governança, que foi aprovada pela SEC em novembro de 2003. As principais disposições da proposta final incluem: 
- Todas as empresas devem ter uma maioria de diretores independentes.
- Os conselheiros independentes devem cumprir uma definição elaborada de conselheiros independentes.
- O comitê de remuneração, o comitê de nomeação e o comitê de auditoria serão compostos por diretores independentes.
- Todos os membros do comitê de auditoria devem ser alfabetizados financeiramente. Além disso, pelo menos um membro do comitê de auditoria deve ter experiência em contabilidade ou gestão financeira relacionada.
- Além das sessões regulares, o conselho deverá realizar sessões adicionais sem administração. [15]

### Críticas à administraçãoGeorge Bush (filho)
Críticos da administração Bush destacaram as conexões entre Kenneth Lay, apoiador e doador de campanha de longa data do presidente George W. Bush, e o escândalo da Enron. Lay tinha laços estreitos com a família Bush e havia apoiado financeiramente várias campanhas políticas, incluindo a eleição de Bush à presidência em 2000. Havia até rumores de que Lay estava sendo considerado para o cargo de Secretário de Energia na administração de Bush. Críticas foram dirigidas à administração Bush por tentar se distanciar do escândalo da Enron. Nomeações dentro da administração mantinham conexões com a Enron, incluindo Karl Rove, vice-chefe de gabinete da Casa Branca, que era acionista, e Thomas E. White Jr., secretário do Exército, que era ex-funcionário da Arthur Andersen, empresa envolvida no escândalo. Marc Racicot, ex-governador de Montana, também teve conexões com a Enron após deixar o cargo. Houve alegações de que o procurador-geral John Ashcroft retirou-se de investigar o caso após ser acusado de receber doações da Enron em sua campanha de reeleição para o Senado. A administração Bush enfrentou críticas por associação com a Enron e foi acusada de encobrir o escândalo. Os críticos, incluindo a revista Time, sugeriram que as conexões entre a administração Bush e a Enron poderiam ser usadas como uma questão de guerra de classes pelos  democratas.  

## Literatura Complementar
- McLean, Bethany; Peter Elkind (2003). The Smartest Guys in the Room. Nova Iorque: Portfolio Trade. ISBN 978-1-59184-008-4.
- Dharan, Bala G.; William R. Bufkins (2004). Enron: Corporate Fiascos and Their Implications. Foundation Press. ISBN 978-1-58778-578-8.
- Bryce, Robert (17 de dezembro de 2008). Pipe Dreams: Greed, Ego, and the Death of Enron. PublicAffairs. ISBN 978-1-58648-201-5.
- Collins, Denis (24 de maio de 2006). Behaving Badly: Ethical Lessons from Enron. Dog Ear Publishing, LLC. ISBN 978-1-59858-160-7.
- Cruver, Brian (1 de seembro de 2003). Anatomy of Greed: Telling the Unshredded Truth from Inside Enron. Basic Books. ISBN 978-0-7867-1205-2.
- Eichenwald, Kurt (27 de dezembro de 2005). Conspiracy of Fools: A True Story. Broadway Books. ISBN 978-0-7679-1179-5.
- Fox, Loren (22 de dezembro de 2003). Enron: The Rise and Fall. John Wiley & Sons. ISBN 978-0-471-47888-1.
- Fusaro, Peter C.; Ross M. Miller (21 de junho de 2002). What Went Wrong at Enron: Everyone's Guide to the Largest Bankruptcy in U.S. History. John Wiley & Sons. ISBN 978-0-471-26574-0.
- Salter, Malcolm S. (30 de junho de 2008). Innovation Corrupted: The Origins and Legacy of Enron's Collapse. Harvard University Press. ISBN 978-0-674-02825-8.
- Swartz, Mary; Sherron Watkins (9 de março de 2004). Power Failure: The Inside Story of the Collapse of Enron. Broadway Business. ISBN 978-0-7679-1368-3.
- Toffler, Barbara Ley; Jennifer Reingold (13 de abril de 2004). Final Accounting: Ambition, Greed and the Fall of Arthur Andersen. Broadway Business. ISBN 978-0-7679-1383-6.